# Вудгейт, Джонатан
Джо́натан Са́ймон Ву́дгейт (англ. Jonathan Simon Woodgate; род. 22 января 1980, Нанторп, Мидлсбро) — английский футболист, защитник; тренер.

## Клубная карьера

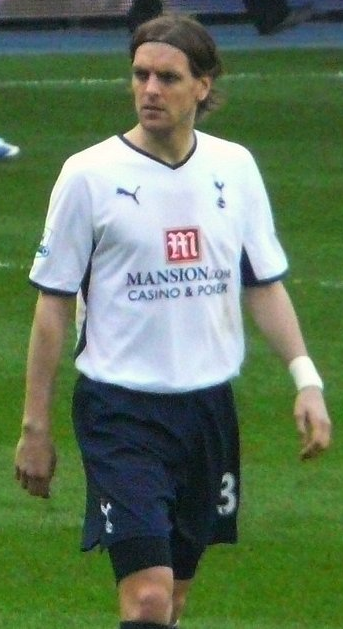
Вудгейт в 2009 году в составе «Тоттенхэма»

Начинал карьеру в клубе «Лидс Юнайтед». В 2003 году перешёл в «Ньюкасл Юнайтед». Трансфер в мадридский «Реал» в 2004 году за 14 миллионов фунтов стерлингов стал сюрпризом для футбольного мира. Из-за травмы провёл в составе «Реала» всего 9 матчей. В 2006 году сначала был взят «Мидлсбро» в аренду, а затем и выкуплен за 7 миллионов фунтов стерлингов.
28 января 2008 года Вудгейт подписал контракт с «Тоттенхэмом». Сумма трансфера составила 7 миллионов фунтов стерлингов. 24 февраля 2008 года забил первый мяч за «Тоттенхэм», он принёс клубу победу в финале Кубка футбольной лиги против «Челси». В сезоне 2007/08 и 2008/09 был основным игроком «Тоттенхэма». В сентябре 2008 года впервые вывел «Тоттенхэм» на поле в качестве капитана команды. В сезоне 2009/10 из-за травмы сыграл всего 3 матча в чемпионате, пропустив в итоге более 14 месяцев. В сезоне 2010/11 сыграл только один матч в Лиге чемпионов. Летом 2011 года «Тоттенхэм» предлагал Вудгейту контракт, который зависел бы от количества проведённых матчей, но стороны не пришли к соглашению, и Вудгейт покинул клуб. 
11 июля 2011 года «Сток Сити» официально объявил о подписании однолетнего контракта с центральным защитником Джонатаном Вудгейтом. Команда заняла 14-е место в Премьер-лиге, а Вудгейт сыграл в 17 матчах.
6 июля 2012 года Вудгейт вернулся в «Мидлбсро», подписав трёхлетний контракт. За три сезона Вудгейт сыграл 57 матчей в Чемпионшипе. В сезоне 2015/16 только раз вышел на поле в матче Кубка лиги, после чего завершил карьеру.
С 1997 года по 2000-й Джонатан Вудгейт отыграл 9 матчей в составе молодёжных сборных Англии до 16, 18 и 21 года. С 1999-го по 2000-й Вудгейт принял участие в 8 матчах национальной сборной Англии.

## Тренерская карьера
После завершения игровой карьеры летом 2016 года стал скаутом «Ливерпуля».
28 марта 2017 года вошёл в тренерский штаб нового менеджера «Мидлсбро» Стива Агнью. По окончании сезона Агнью покинул команду, а Вудгейт остался в системе «Мидлсбро», перейдя на должность тренера юношеской команды до 18 лет.
В январе 2018 года был назначен помощником нового менеджера «Мидлсбро» Тони Пьюлиса, под руководством которого играл в «Сток Сити». Летом 2019 года, после ухода Пьюлиса из клуба, был назначен новым главным тренером «Боро». 21 февраля 2021 года на срок до конца сезона возглавил «Борнмут», выступающий в Чемпионшипе.

## Достижения
Лидс Юнайтед
- 3-е место Премьер-лиги: 1999/00

Ньюкасл Юнайтед
- 3-е место Премьер-лиги: 2002/03

Реал Мадрид
- Вице-чемпион Испании: 2005/06

Тоттенхэм Хотспур
- Обладатель Кубка Футбольной лиги: 2007/08

### Личные достижения
- Приз Алана Хардекера: 2008